# Midden-Drèents
Midden-Drèents (néerlandais: Midden-Drents) est un terme collectif pour des  dialectes bas-saxons, qui sont parlés en Drenthe, une province du Pays-Bas. Ils appartiennent aux langues germaniques. Ils utilisent l'alphabet latin. 

## Exemples de variantes du Midden-Drèents
- Geeiten
  -  'En mien stiekels maokt ze bezzems van', knorde 't wild zwien hellig.
  - Nog aandere deren wolden an 't woord.
  -  'Zo kan 't wel,' zee d'oel, 'mien eigen breur hebt ze van kaant maokt, hij is opstopt met stro en noou steeit e veur 't glas in de schooul. Net wa'k aal zegd heb, wij moet oous reuren! Ik rooup je almaol op um de kop der dwaars veur te gooien. [...]'
- Raol
  -  'En mien stiekels maokt ze bessems van', knorde 't wild zwien hellig.
  - Nog aandere dieren wolden an 't woord.
  -  'Zo kan 't wel,' zee d'oel, 'mien iegen breur hebt ze van kant maokt, hie is opstopt met stro en nou steet e veur 't glas in de schoel. Net wa'k zegd heb, wij moot oes reuren! Ik roop je almaol op um de kop der dwaars veur te gooien. [...]'
- Beilen
  -  'En mien stiekels maakt ze bessems van', knorde 't wild zwien hellig.
  - Nog aandere dieren wolden an 't woord.
  -  'Zo kan 't wa,' zee d'oele, 'mien eigen breur hebt ze dood maakt, hij is opstopt met stro en nou steet e vèur 't glas in de schole. Net wa'k al zegd hebbe, wij moot oes reuren! Ik roop je almaol op um de kop der dwaars vèur te gooien. [...]'